# Kapitanowka
Kapitanowka (ros. Капитановка) – wieś (dieriewnia) w Rosji, w obwodzie orłowskim, w rejonie wierchowskim. W 2010 liczyła 271 mieszkańców.